# Rooms Katholieke Combinatie Waalwijk 2012-2013
Questa voce raccoglie le informazioni riguardanti il Rooms Katholieke Combinatie Waalwijk nella stagione 2012-2013.

## Rosa
| N. |                        | Ruolo | Calciatore           |
| -- | ---------------------- | ----- | -------------------- |
| 1  | Rep. Ceca (bandiera)   | P     | Jan Šeda             |
| 2  | Paesi Bassi (bandiera) | D     | Michael Lamey        |
| 3  | Belgio (bandiera)      | D     | Jonas Ivens          |
| 4  | Paesi Bassi (bandiera) | D     | Frank van Mosselveld |
| 5  | Francia (bandiera)     | D     | Rémy Amieux          |
| 6  | Paesi Bassi (bandiera) | C     | Peter Jungschläger   |
| 7  | Paesi Bassi (bandiera) | A     | Romeo Castelen       |
| 8  | Paesi Bassi (bandiera) | C     | Rodney Sneijder      |
| 9  | Lussemburgo (bandiera) | A     | Aurélien Joachim     |
| 10 | Paesi Bassi (bandiera) | C     | Robert Braber        |
| 11 | Paesi Bassi (bandiera) | A     | Mart Lieder          |
| 14 | Paesi Bassi (bandiera) | A     | Denzel Slager        |
| 15 | Paesi Bassi (bandiera) | A     | Kenny van Hoevelen   |
| 16 | Paesi Bassi (bandiera) | C     | Kenny Anderson       |
| 17 | Paesi Bassi (bandiera) | C     | Sander Duits         |

| N. |                        | Ruolo | Calciatore           |
| -- | ---------------------- | ----- | -------------------- |
| 18 | Francia (bandiera)     | A     | Jean-David Beauguel  |
| 19 | Danimarca (bandiera)   | A     | Dennis Rommedahl     |
| 20 | Germania (bandiera)    | C     | Dennis Lemke         |
| 21 | Marocco (bandiera)     | C     | Imad Najah           |
| 22 | Paesi Bassi (bandiera) | P     | Arjan van Dijk       |
| 23 | Marocco (bandiera)     | C     | Nourdin Boukhari     |
| 24 | Paesi Bassi (bandiera) | P     | Maik van den Kieboom |
| 25 | Paesi Bassi (bandiera) | D     | Rewien Ramlal        |
| 26 | Francia (bandiera)     | A     | Richard Barroilhet   |
|    | Paesi Bassi (bandiera) | D     | Mitch Apau           |
|    | Francia (bandiera)     | C     | Mickaël Tavares      |
|    | Paesi Bassi (bandiera) | A     | Furhgill Zeldenrust  |
|    | Paesi Bassi (bandiera) | D     | Sigourney Bandjar    |